# Głosowania na ukraińskich terytoriach okupowanych przez Rosję
Głosowania, które zostały zorganizowane na okupowanych częściach obwodu donieckiego, ługańskiego, chersońskiego i zaporoskiego. Trwały one od 23 do 27 września 2022 roku i były organizowane przez Rosję, separatystyczne republiki, tj. przez Doniecką oraz Ługańską Republikę Ludową, oraz okupacyjne władze zajętych przez Rosję części obwodów chersońskiego i zaporoskiego. Celem przeprowadzenia głosowań, które przez władze rosyjskie nazwane zostały „referendami”, było usprawiedliwienie aneksji ukraińskich ziem okupowanych przez prorosyjskich separatystów i przez wojska rosyjskie. 
Większość zagranicznych obserwatorów uznaje te głosowania za nieuczciwie przeprowadzone. W momencie ich przeprowadzania Rosja, DRL ani ŁRL nie kontrolowały w pełni żadnego z czterech podanych obwodów. Ponadto od początku inwazji na Ukrainę znaczna część ludności (według ukraińskich szacunków nawet 80%) opuściła te terytoria.

## Dochodzenie Prokuratury Generalnej Ukrainy

Obwody chersoński, zaporoski, doniecki i ługański zaznaczone kreskowaniem

23 września Prokuratura Generalna Ukrainy wszczęła postępowanie dotyczące głosowań w czterech obwodach. Poinformowano, że władze kraju nie wyraziły zgody na prowadzenie głosowania, nie zarządziły go stosowną uchwałą, zatem jest ono nielegalne, a tym samym zaangażowanie w organizację referendów stanowi naruszenie ukraińskiego prawa. Wołodymyr Zełenski zaapelował do mieszkańców Ukrainy o przekazanie służbom specjalnych wszystkich informacji o organizatorach referendów. 
28 września prokuratura poinformowała o sformułowaniu zarzutów między innymi wobec władz administracyjnych DRL, polegających na podjęciu umyślnych działań zmierzających do zmiany granicy państwowej Ukrainy z naruszeniem porządku konstytucyjnego.

## Przebieg głosowania
Głosowania były planowane przez Rosję jeszcze na początek września, zostały jednak odłożone za sprawą sukcesów ukraińskiej kontrofensywy.
Stacjonarne lokale wyborcze zorganizowane zostały w większych miastach pozostających pod rosyjską okupacją, jednak również tam oraz w mniejszych miejscowościach korzystano z urn mobilnych, przenoszonych przez przedstawicieli władz okupacyjnych od domu do domu. Organizatorzy nie dysponowali aktualnym rejestrem wyborców ani listą osób, które faktycznie pozostały w okupowanych obwodach. Lokale wyborcze uruchomiono również na okupowanym przez Rosję Krymie oraz w samej Rosji - mieli w nich głosować "ewakuowani" (w rzeczywistości wywiezieni z Ukrainy) dawni mieszkańcy obwodów, o które pytano w referendum. W Rosji głosowanie było możliwe między innymi w moskiewskich lokalach wyborczych. 

### Zadawane pytania

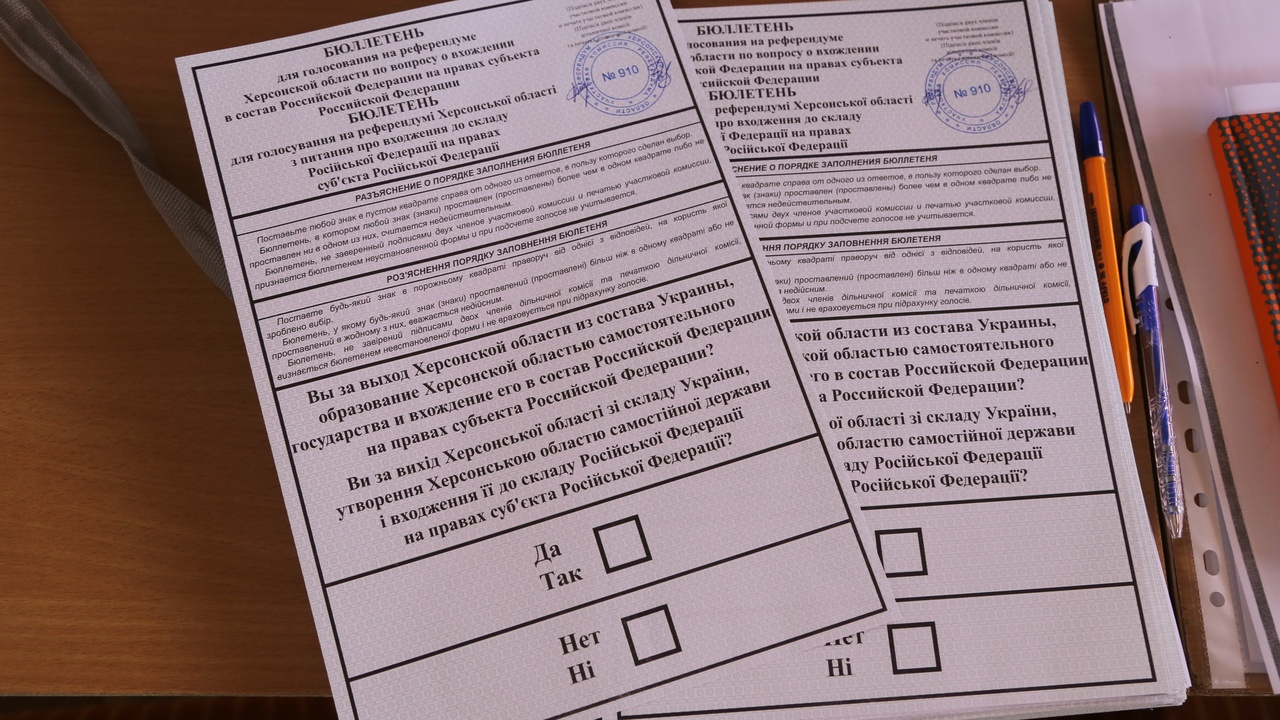
Dwujęzyczna karta do głosowania. Pytanie dotyczący obwodu chersońskiego.

Karty do głosowania zawierały następujące pytania: 
- Na terenie ŁRL: „Czy jest Pani/Pan za włączeniem Ługańskiej Republiki Ludowej do Federacji Rosyjskiej jako część Federacji Rosyjskiej?” (ros. Вы за вхождение Луганской Народной Республики в состав Российской Федерации на правах субъекта Российской Федерации?).
- Na terenie DRL: „Czy jest Pani/Pan za włączeniem Donieckiej Republiki Ludowej do Federacji Rosyjskiej jako część Federacji Rosyjskiej?”.
- W obwodzie zaporoskim: „Czy jest Pani/Pan za odłączeniem obwodu zaporoskiego od Ukrainy, utworzeniem z obwodu zaporoskiego niezależnego państwa i włączeniem go do Federacji Rosyjskiej jako część Federacji Rosyjskiej?” (ros. Вы за выход Запорожской области из состава Украины, образование Запорожской областью самостоятельного государства и вхождение ее в состав Российской Федерации на правах субъекта Российской Федерации?).
- W obwodzie chersońskim: „Czy jest Pani/Pan za odłączeniem obwodu chersońskiego od Ukrainy, utworzeniem z obwodu chersońskiego niezależnego państwa i włączeniem go do Federacji Rosyjskiej jako część Federacji Rosyjskiej?”.

Z fotografii opublikowanych przez niezależny portal Meduza oraz rosyjską agencję informacyjną TASS wynika, że karty używane w obwodach ługańskim i donieckim zostały sporządzone w języku rosyjskim (bez tłumaczenia na język ukraiński), zaś w obwodach chersońskim i zaporoskim posiadały dwie wersje językowe. 

### Doniesienia o nieprawidłowościach

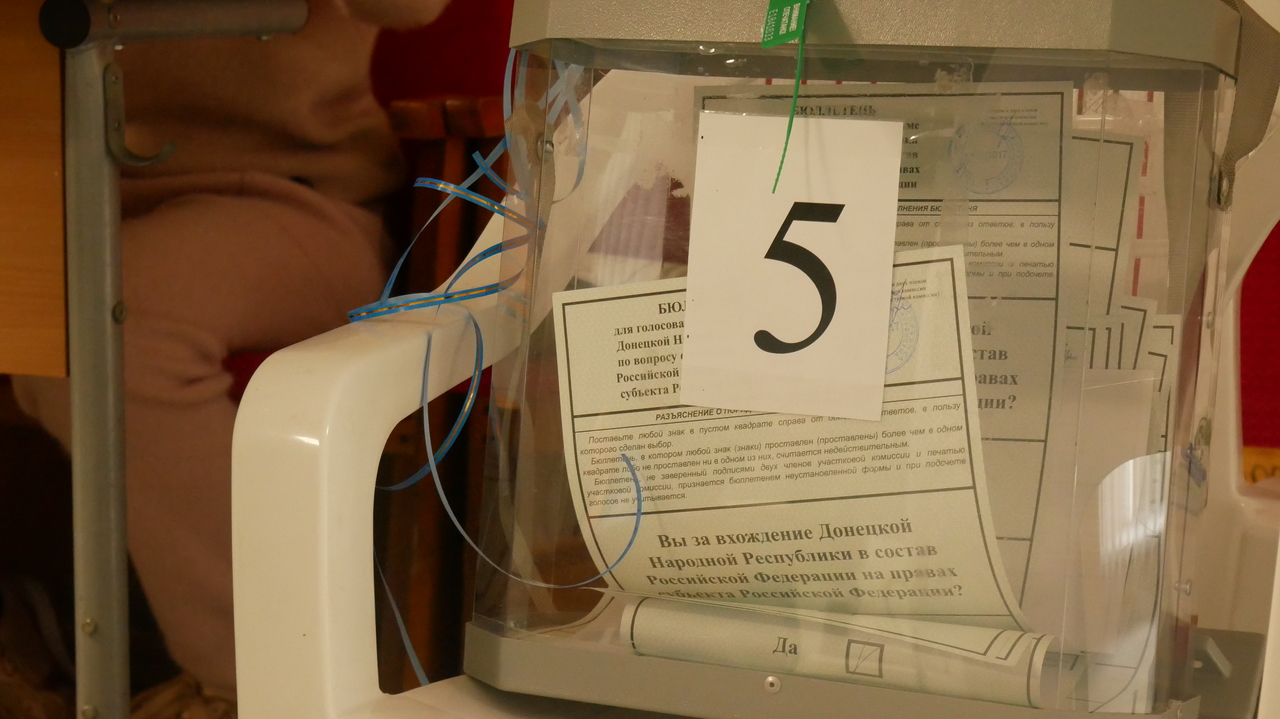
Przezroczysta torba w roli urny do głosowania. Czornomorskie, Krym, 25.09.2022 r. Na pierwszej karcie znajduje się pytanie o włączenie DRL do Rosji.

Podczas głosowania dochodziło do oddawania głosów za osoby, które okupowane terytoria opuściły, miały też miejsce przypadki wielokrotnego głosowania. Human Rights Watch zebrała relacje osób, które zmuszono do głosowania bezpośrednio na oczach uzbrojonych żołnierzy lub które ukrywały się przed komisjami wyborczymi, nie chcąc brać udziału w głosowaniu. Jurij Sobolewski, przedstawiciel władz obwodu chersońskiego, poinformował, że przedstawiciele komisji wyborczych, nachodzący mieszkańców w domach, zalecali wypełniać karty do głosowania za nieobecnych członków rodziny. Mieszkańcom nakazywano oddawać głosy na ulicy, nawet jeśli nie mieli przy sobie dokumentu tożsamości. Wedle danych rosyjskich w obwodzie ługańskim oddano 1,6 mln głosów, co zdaniem Serhija Hajdaja z władz obwodu ługańskiego, jest niemożliwe, gdyż przewyższa liczbę ludności w tym regionie. W Berdiańsku, w obwodzie zaporoskim, do głosowania uprawniono wszystkich mieszkańców miasta, w tym rosyjskich wojskowych i ich rodziny. Iwan Fedorow, mer Melitopola, informował, że celem zawyżenia frekwencji komisje wyborcze odwiedzały mieszkańców w domach, wymuszając oddawanie głosów, również za sąsiadów, osoby nieobecne i ewakuowane z miasta. W obwodzie zaporoskim donoszono również o przypadkach zmuszania mężczyzn do głosowania pod groźbą powołania do wojska. W Mariupolu w głosowaniu brali udział obywatele Rosji, w tym pracownicy działających w mieście rosyjskich firm. Służby bezpieczeństwa Ukrainy poinformowały, że w obwodzie donieckim Rosjanie planowali dopuszczać do głosowania osoby nieletnie, to jest nastolatków od 13. roku życia, pod warunkiem, że towarzyszyć im będą dorośli opiekunowie.

### Stanowisko Rosji w sprawie nieprawidłowości
Agencja TASS poinformowała, że wybory przebiegały prawidłowo, zaś międzynarodowi obserwatorzy nie zauważyli żadnych naruszeń z wyjątkiem tych, których dopuściła się strona ukraińska.

### Wyniki
Rosyjskie władze już drugiego dnia głosowania ogłosiły, że wzięło w nim udział ponad 50% uprawnionych, a przewaga opowiadających się za aneksją jest ogromna. Faktycznie nie mogły oszacować frekwencji, ponieważ nie posiadały rejestrów uprawnionych do głosowania. Przedstawiciele okupacyjnej administracji w obwodzie zaporoskim twierdzili, że głosów za przyłączeniem do Rosji było ponad 93%, natomiast w obwodzie chersońskim 87%. Władze samozwańczych republik Donieckiej i Ługańskiej podały z kolei, że odsetek głosów za przyłączeniem do Rosji przekroczył odpowiednio 98 i 99%. Media rosyjskie wykorzystywały głosowanie w celach propagandowych, przekonując odbiorców, że mieszkańcy okupowanych terytoriów naprawdę chcą ich oderwania od Ukrainy.
28 września władze rosyjskie podały wyniki głosowania, wedle których poparcie dla aneksji miałoby plasować się na poziomie powyżej 96% we wszystkich obwodach i wynosiło: 96,75% dla obwodu chersońskiego, 97,81% dla obwodu zaporoskiego, 98,69% dla obwodu donieckiego i 97,93% dla obwodu ługańskiego. Frekwencja zaś miała wynosić 97,51% w obwodzie donieckim, 92,6% w obwodzie ługańskim, 85,4% w obwodzie zaporoskim, 76,86% w obwodzie chersońskim.

## Włączenie czterech obwodów do Rosji
29 września Władimir Putin wydał dekrety uznające obwód chersoński i zaporoski za suwerenne państwa.  

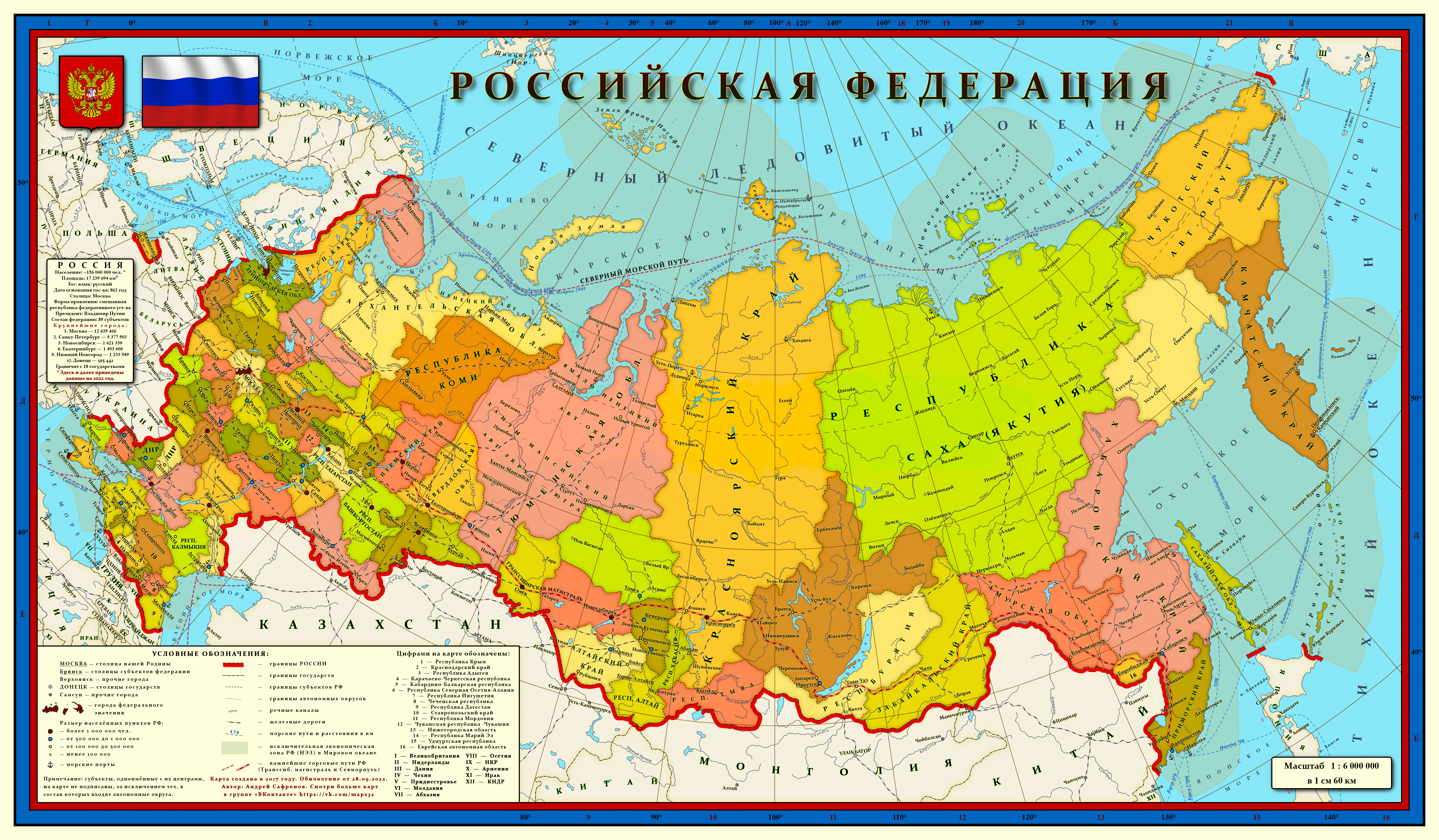
Rosyjska mapa ukazująca obwody doniecki, ługański, chersoński i zaporoski oraz Krym jako część Rosji

Powołując się na wyniki głosowania, 30 września Putin ogłosił włączenie do Rosji czterech ukraińskich obwodów, które łącznie stanowią 15% terytorium Ukrainy. W przemówieniu odniósł się do rozpadu Związku Radzieckiego, który jego zdaniem oderwał od Rosji ludzi pragnących żyć w Federacji Rosyjskiej.

## Stanowisko Ukrainy
Ukraina nie uznaje wyników referendów. Wołodymyr Zełenski podczas wystąpienia przed Radą Bezpieczeństwa ONZ nazwał je preludium, służącym do bezprawnej aneksji części Ukrainy. Zapewnił: „Będziemy działać na rzecz ochrony naszego narodu w obwodzie chersońskim, w obwodzie zaporoskim, w Donbasie, na obecnie okupowanych terenach obwodu charkowskiego i na Krymie”. W przemówieniu do mieszkańców Ukrainy powiedział: „Tej farsy na okupowanym terytorium nie można nawet nazwać imitacją referendów”. Zełenski podkreślał, że mieszkańcy okupowanego terytorium byli zmuszani do głosowania siłą i groźbami. 30 września zapowiedział złożenie wniosku o przyjęcie Ukrainy do NATO w trybie przyśpieszonym. 

## Reakcje międzynarodowe

### Organizacje międzynarodowe
- Unia Europejska – szef unijnej dyplomacji Josep Borrell uznał, że referenda naruszają prawo międzynarodowe[34]. 30 września Rada Europejska wydała oświadczenie, w którym odrzuca wyniki referendum i potępia przyłączenie terytorium Ukrainy do Rosji: „Nie uznajemy i nigdy nie uznamy bezprawnych "referendów", które Rosja sfabrykowała jako pretekst do dalszego naruszania niezależności, suwerenności i integralności terytorialnej Ukrainy, ani ich sfałszowanych i bezprawnych wyników”[35]. Josep Borrell stwierdził: „Integralność terytorialna i suwerenność Ukrainy nie podlega negocjacjom. [...] Żadne pozorowane referendum nie może tego zmienić”[36].
- ONZ – sekretarz generalny ONZ António Guterres uznał referenda za niezgodne z prawem międzynarodowym i naruszające Karty Narodów Zjednoczonych[37]. Powiedział: „Każda decyzja o przystąpieniu do aneksji obwodów donieckiego, ługańskiego, chersońskiego i zaporoskiego na Ukrainie nie miałaby podstawy prawnej i zasługuje na potępienie”[38]. 12 października 2022 r. została przyjęta Rezolucja Zgromadzenia Ogólnego Organizacji Narodów Zjednoczonych ES-11/4, w której uznano, że rosyjskie „tak zwane referenda” w obwodach donieckim, chersońskim, ługańskim i zaporoskim oraz późniejsza próba aneksji tych obszarów są nieważne i niezgodne z prawem międzynarodowym. W rezolucji wszystkie państwa zostały wezwane, by nie uznawały tych terytoriów za część Rosji. Ponadto zażądano w niej, aby Rosja natychmiast, całkowicie i bezwarunkowo wycofała się z Ukrainy, ponieważ narusza jej integralność terytorialną i suwerenność[39]. Rezolucja została przyjęta większością 143 głosów za, przy 5 głosach przeciw i 35 wstrzymujących się[40].
- NATO – Jens Stoltenberg, sekretarz generalny NATO, powiedział: „fikcyjne referenda zostały wymyślone w Moskwie i narzucone Ukrainie z całkowitym pogwałceniem prawa międzynarodowego"[41]. Przyłączenie czterech obwodów Ukrainy do terytorium Federacji Rosyjskiej opisał w słowach: „To największa próba siłowej aneksji na terytorium europejskim od zakończenia II wojny światowej. […] Te ziemie to Ukraina”[41];
- Organizacja Bezpieczeństwa i Współpracy w Europie potępiła organizację referendum, podkreślając, że są one nielegalne zarówno w świetle prawa ukraińskiego, jak i międzynarodowego[42].

### Państwa
- Albania – uważa referenda za sprzeczne z ukraińską konstytucją, prawem międzynarodowym i Kartą Narodów Zjednoczonych, na forum ONZ wezwała inne kraje do udzielenia wsparcia Ukrainie w odzyskaniu jej terytoriów[43];
- Austria – MSZ Austrii ocenia referenda jako fikcyjne, nieposiadające legitymizacji w świetle prawa międzynarodowego i zapowiedziało, że nie uznaje ich wyników[44];
- Brazylia – na forum ONZ Brazylia poinformowała, że uważa referenda za kolejny krok do eskalacji konfliktu, jednocześnie kwestionując sens ich przeprowadzenia, gdyż ludność na terenach okupowanych nie może swobodnie wyrażać swoich opinii[43];
- Bułgaria – Bułgaria nie uznaje wyników referendów, uważa aneksję czterech obwodów za nielegalną, a działania Rosji za zagrażające światowemu bezpieczeństwu[45];
- Chiny – minister spraw zagranicznych Chin Wang Yi i Dmytro Kułeba rozmawiali podczas forum ONZ. Wang Yi poinformował, że granice terytorialne wszystkich krajów muszą być respektowane[46];
- Czechy – Petr Fiala poinformował, że Czechy nie uznają wyników referendów, które uważają za niedopuszczalną i bezprawną aneksję[47];
- Dania – Mette Frederiksen zapowiedziała, że nie uznaje wyników referendów, które określiła jako nielegalne i niewyrażające prawdziwej woli narodu[48];
- Estonia – Kaja Kallas nazwała referenda „fałszywymi”, zapowiedziała, że Estonia nie uzna ich wyników, a Ukraina ma prawo odzyskać swoje terytoria[49];
- Francja – Emmanuel Macron, podczas wystąpienia na sesji Zgromadzenia Ogólnego ONZ, nazwał referenda „parodią”, która nie niesie za sobą konsekwencji prawnych[50];
- Ghana – na forum ONZ wyraziła zaniepokojenie inwazją rosyjską na Ukrainę i referendami, wezwała Rosję do wycofania wojsk i poszanowania suwerenności Ukrainy[43];
- Gruzja – MZS Gruzji uznaje referenda za nielegalne, a ich wynik za aneksję terytorium Ukrainy[51];
- Hiszpania – nie uznaje wyników referendów, uważa je za aneksję ziem Ukrainy[52];
- Holandia – Mark Rutte poinformował, że Holandia nie uznaje wyników referendów, podobnie jak aneksji Krymu[53];
- Indie – indyjski dyplomata Arindam Bagchi wyraził poparcie dla suwerenności Ukrainy[54]. Na forum ONZ Indie wzywały do przestrzegania prawa międzynarodowego i zakończenia konfliktu[43];
- Irlandia – na forum ONZ Fergal Mythen potępił organizację referendów, które nazwał bezprawną i cyniczną sztuczką, mającą na celu podważanie suwerenności Ukrainy, wezwał Rosję do zakończenia agresji i potępił jej groźby nuklearne[43];
- Izrael – ocenia referenda jako nielegalne i sprzeczne z prawem międzynarodowym[55];
- Japonia – nie uznaje wyników referendów w ramach oświadczenia grupy G7[56]. Fumio Kishida w rozmowie telefonicznej z prezydentem Zełenskim poinformował, że potępia referenda oraz aneksję terytorium Ukrainy[57];
- Kanada – Justin Trudeau potępił referenda i zapowiedział, że Kanada nie uzna ich wyników[58];
- Kazachstan – MSZ Kazachstanu zapowiedziało, że nie uzna referendum[59];
- Kenia – na forum ONZ wezwała do zaprzestania działań wojennych i poszanowania prawomocnych granic Ukrainy, referenda uznała za zagrożenie dla porozumień pokojowych i dalszą eskalację konfliktu[43];
- Litwa – Gitanas Nausėda poinformował, że Litwa nie uznaje wyników referendów, protestuje przeciwko okupacji Ukrainy i aneksji jej ziem, a same referenda nazwał „parodią demokracji”[60];
- Łotwa – Egils Levits powiedział: „potępiamy pseudoreferenda na terytorium Ukrainy i oświadczamy, że nie mają one żadnego znaczenia i są przez nas całkowicie nieuznawane”, podkreślił, że Łotwa zgadza się w tej sprawie ze wszystkimi państwami UE[61];
- Meksyk – uznaje referenda za nielegalne ponieważ odbyły się w czasie konfliktu zbrojnego i nie mogą być traktowane za prawdziwe oświadczenia woli mieszkańców okupowanych terenów[43];
- Niemcy – nie uznają wyników referendów, o czym Olaf Scholz poinformował prezydenta Ukrainy[62]. Minister spraw zagranicznych Annalena Baerbock powiedziała, że „brutalne naruszenie Karty Narodów Zjednoczonych nie może być zaakceptowane właściwie przez żaden kraj na tym świecie”, zaś Frank-Walter Steinmeier potępił referenda i aneksję[63];
- Norwegia – Mona Juul na forum ONZ poinformowała, że nie uznaje wyników referendów, traktuje je jako fałszywy pretekst ze strony Rosji w celu aneksji terenów Ukrainy i sprzeczne z prawem międzynarodowym, jednocześnie zaapelowała do Rosji o natychmiastowe wycofanie wojsk z Ukrainy[43];
- Nowa Zelandia – Nanaia Mahuta poinformowała, że Nowa Zelandia nie uznaje wyników referendów, zaś je same uważa za fikcyjne: „Tak zwane referenda nie były ani wolne, ani sprawiedliwe i bezsprzecznie nie odbyły się zgodnie z zasadami demokracji”[64];
- Polska – Andrzej Duda powiedział, że Polska nie uznaje wyników referendum[65]. 29 września podjęto w tej sprawie uchwałę: „Sejm Rzeczypospolitej Polskiej nie uznaje wyników nielegalnych referendów zorganizowanych przez służby Federacji Rosyjskiej na okupowanych terytoriach Ukrainy. Przeprowadzone w atmosferze terroru łamią one wszystkie standardy prawa międzynarodowego i zasługują na jednoznaczne potępienie społeczności międzynarodowej”[66];
- Serbia – Nikola Selaković zapowiedział, że Serbia nie uznaje wyników referendów[67];
- Słowacja – 30 września Zuzana Čaputová wspólnie z premier i przewodniczącym parlamentu wydali wspólne oświadczenie: „Zdecydowanie potępiamy próbę nielegalnej aneksji części terytorium Ukrainy przez Federację Rosyjską”[68];
- Turcja – Ministerstwo Spraw Zagranicznych Turcji zapowiedziało, że nie uzna referendów[69];
- Stany Zjednoczone – władze ogłosiły, że nie będą uznawać aneksji terytoriów ukraińskich[70]. Joe Biden ocenił przeprowadzone referenda za pogwałcenie Karty Narodów Zjednoczonych[71]. Powiedział: „Nigdy, nigdy, nigdy nie uznamy roszczeń Kremla wobec terytorium sąsiedniego państwa. […] Te, tak zwane referenda, były absolutną fikcją”[72].
- Szwajcaria – nie uznaje wyników referendów[73];
- Węgry – Gergely Gulyás poinformował, że Węgry nie uznają wyników referendów i zgadzają się ze stanowiskiem Unii Europejskiej w zakresie bezprawnej aneksji ziem Ukrainy[74];
- Wielka Brytania – Liz Truss poinformowała, że nie uznaje wyników referendów, które są próbą aneksji suwerennego terytorium Ukrainy[75]. Brytyjskie MSZ nałożyło sankcje na osoby wspierające referenda[76];
- Zjednoczone Emiraty Arabskie – na forum ONZ oceniły referenda za działania dodatkowo komplikujące zakończenie konfliktu na Ukrainie, wyraziły zaniepokojenie liczbą poszkodowanych, potrzebujących pomocy humanitarnej z powodu inwazji na Ukrainę[43].

### Oświadczenie grupy G7
23 września przywódcy grupy G7 (Francja, Japonia, Niemcy, Stany Zjednoczone, Wielka Brytania, Włochy i Kanada) wydali wspólne oświadczenie w sprawie. Zapowiedzieli odrzucenie wyników referendów, które uznają za bezprawne.